# Daniel Stelter (Ökonom)
Daniel Stelter (* 29. Mai 1964 in West-Berlin) ist ein deutscher Ökonom und Sachbuchautor.

## Leben
Daniel Stelter studierte von 1984 bis 1988 Wirtschaftswissenschaften an der Hochschule St. Gallen und wurde dort 1990 bei Fredmund Malik mit einer Dissertation zum Thema Unternehmensführung in Krisen promoviert.
Im Jahr 1990 begann er seine berufliche Karriere in München bei der Boston Consulting Group (BCG). Seit 1998 leitete er dort als Partner die Corporate Development Practice in Deutschland und Europa, ab 2003 trug er hierfür die globale Verantwortung. Von 2009 bis 2013 war er Mitglied des weltweiten Executive Committee des Unternehmens.
Er schreibt eine wöchentliche Kolumne für die Wirtschaftswoche sowie eine monatliche Kolumne in Cicero. 2015 publizierte Der Spiegel eine Diskussion zwischen ihm und dem Ökonomen Marcel Fratzscher, Präsident des Deutschen Instituts für Wirtschaftsforschung (DIW), über die volkswirtschaftlichen Auswirkungen des Zustroms von Flüchtlingen.
Seit 2013 betreibt Daniel Stelter den Blog Think Beyond The Obvious. Er hat außerdem den Podcast Behind the Obvious, der zeitweise Teil von Gabor Steingarts Startup The Pioneer war. Im November 2024 startete er mit Ulf Poschardt den Welt-Podcast Make Economy Great Again.
Er wurde 2010 mit dem getAbstract International Book Award für sein Buch Accelerating out of the Great Recession ausgezeichnet, der jährlich auf der Frankfurter Buchmesse vergeben wird.
Stelter ist verheiratet und hat drei Kinder.

## Rezeption
Hans-Jürgen Jakobs attestierte in einer Rezension von Stelters Buch Ein Traum von einem Land – Deutschland 2040  im Februar 2021 im Handelsblatt dem Autor zunächst „glasklar“ in der Analyse zu sein, „bei der Therapie und dem Reformkatalog“ sei er „ungemein fleißig, aber nicht nachhaltig erhellend“. Der präsentierte Maßnahmenkatalog wirke in Teilen diffus und lasse in der konkreten Umsetzung Fragen offen. Stelters Ansatz, Deutschlands Wirtschaft produktiver zu machen, wird als ambitioniert, aber mit Schwächen in der methodischen Darstellung beschrieben. Außerdem falle Stelters bias auf – er scheine überall  Sozialismus und „Neodirigismus“ zu spüren: Die Grünen wollten den Deutschen ihr Einfamilienhäuschen wegnehmen, die Journalisten hätten eine „tendenziell ablehnende Haltung gegenüber unserer Wirtschaftsordnung“. Stelter lasse hingegen in seiner Analyse die Fehlleistungen von Wirtschaftsführern in der Finanzkrise und Autokrise unter den Tisch fallen. Laut dem Text im Handelsblatt habe sich der Staat entgegen Stelters Einschätzung „unter dem jahrelangen Mantra der Deregulierung regelrecht verzwergt“. Dies spiele bei Stelter jedoch keine Rolle  – er ziehe keine Lehren aus Dieselgate und dem Wirecard-Betrugsskandal.

## Veröffentlichungen
- mit David Rhodes: Accelerating Out of the Great Recession. McGraw-Hill, New York 2010.
- Nach der Krise ist vor dem Aufschwung. Wie Unternehmen die stagnierende Wirtschaft für Überholmanöver nutzen. FinanzBuch Verlag, München 2010, ISBN 978-3-89879-609-5.
- Die Billionen-Schuldenbombe. Wie die Krise begann und warum sie noch lange nicht zu Ende ist. Unter Mitarbeit von Veit Etzold, Ralf Berger & Dirk Schilder. Wiley-VCH Verlag, Weinheim 2013, ISBN 978-3-527-50747-4.
- Die Krise … ist vorbei … macht Pause … kommt erst richtig: Was passiert mit unserem Geld? 77 Bilder zum Selberdenken und Mitreden. FinanzBuch Verlag, München 2014, ISBN 978-3-89879-875-4.
- Eiszeit in der Weltwirtschaft. Die sinnvollsten Strategien zur Rettung unserer Vermögen. Campus Verlag, Frankfurt 2016, ISBN 978-3-593-50514-5.
- Das Märchen vom reichen Land. Wie die Politik uns ruiniert. FinanzBuch Verlag, München 2018, ISBN 978-3-95972-153-0.
- Coronomics: Nach dem Corona-Schock: Neustart aus der Krise. Campus Verlag 2020, ISBN 978-3-593-51321-8.
- Ein Traum von einem Land: Deutschland 2040. Campus Verlag, Frankfurt 2021, ISBN 978-3-593-51277-8.